# Королевская испанская футбольная федерация
Королевская испанская футбольная федерация (исп. Real Federación Española de Fútbol) — организация, осуществляющая контроль и управление за футболом Испании. Штаб-квартира расположена в Мадриде. Федерация основана в 1909 году, в ФИФА состоит с 1913 года, в УЕФА с 1954 года.
По состоянию на 23 июня 2023 года находится на втором месте в Таблице коэффициентов УЕФА.

## Соревнования
Королевская федерация ведёт контроль за следующими соревнованиями.
- Основные соревнования:
  - Чемпионат Испании по футболу (Ла Лига)
  - Кубок Испании по футболу (Кубок Короля)
  - Суперкубок Испании по футболу

- Женские соревнования:
  - Чемпионат Испании по футболу среди женщин
  - Первый дивизион Испании по футболу среди женщин
  - Кубок Испании по футболу среди женщин

- Молодёжные соревнования:
  - Чемпионат Испании по футболу среди молодёжных команд
  - Национальная лига Испании для молодёжных команд
  - Кубок Испании по футболу среди молодёжных команд
  - Кубок чемпионов Испании по футболу среди молодёжных команд

## Достижения

### Основная сборная
- Чемпионат мира по футболу:
  - Чемпион: 2010
  - 4-е место: 1950

- Чемпионат Европы по футболу:
  - Чемпион: 1964, 2008, 2012, 2024
  - 2-е место: 1984

- Кубок конфедераций:
  - 3-е место: 2009
  - 2-е место: 2013

- Олимпийский футбольный турнир:
  - Чемпион: 1992
  - Вице-чемпион: 1920, 2000

### Женская сборная
- Чемпионат мира по футболу среди женщин:
  - Чемпион: 2023

### Молодёжные сборные

#### Мужчины
- Молодёжный чемпионат мира:
  - Чемпион: 1999
  - Вице-чемпион: 1985, 2003

- Юниорский чемпионат мира:
  - Вице-чемпион: 1991, 2003, 2007
  - 3-е место: 1997, 2009

- Молодёжный чемпионат Европы:
  - Чемпион: 1986, 1998, 2011, 2013
  - Вице-чемпион: 1984, 1986
  - 3-е место: 1994, 2000

- Юношеский чемпионат Европы (U-19):
  - Чемпион: 2002, 2004, 2006, 2007, 2011, 2012, 2015
  - Вице-чемпион: 2010

- Юношеский чемпионат Европы (U-17):
  - Чемпион: 1986, 1988, 1991, 1997, 1999, 2001, 2007, 2008
  - Вице-чемпион: 1992, 1995, 2003, 2004, 2010
  - 3-е место: 1985, 1998, 2006

#### Женщины
- Чемпионат Европы для девушек (U-19):
  - Чемпион: 2004
  - Вице-чемпион: 2000

- Чемпионат Европы для девушек (U-17):
  - Чемпион: 2010
  - Вице-чемпион: 2009

### Мини-футбольная сборная
- Чемпионат мира по мини-футболу:
  - Чемпион: 2000, 2004
  - Финалист: 1996, 2008, 2012

- Чемпионат Европы по мини-футболу:
  - Чемпион: 1996, 2001, 2005, 2007, 2010, 2012
  - Финалист: 1999
  - Бронзовый призёр: 2014